# Sept Bières de réflexion
Sept Bières de réflexion (The 7 Beer Itch) est un épisode de la série télévisée d'animation Les Simpson. Il s'agit du cinquième épisode de la trente-deuxième saison et du 689e de la série.

## Synopsis
À la suite d'un accord commun, Marge et les enfants se rendent à Martha's Vineyard sans Homer, où Bart devient malade après il se fait piquer par les tiques, ce dernier se retrouvant seul à la maison. Dans le même temps, une femme fatale britannique arrive à Springfield. Cette dernière va alors tenter d'attirer Homer dans sa toile, alors même qu'il est tiraillé entre sa solitude et sa fidélité. Mais, le retour soudain de sa famille va bouleverser Homer...

## Réception
Lors de sa première diffusion, l'épisode a attiré 1,74 million de téléspectateurs.